# ミッキーマニア
『ミッキーマニア』（Mickey Mania: The Timeless Adventures of Mickey Mouse）はメガドライブとスーパーファミコンで展開された16ビットコンピュータゲームソフトである。ミッキーマウスを操作し、ミッキーマウスが1928年から1990年に出演した短編映画を基にデザインされたレベルを横スクロールで進行する。ヨーロッパとオーストラリアではさらにプレイステーションで『Mickey's Wild Adventure』のタイトルでも発売された。
ゲームデザイナーのデイビッド・ジャッフェが初めて製作に携わったゲームとして知られている。

## ゲーム内容
アクションゲームに類されるほかの多くのゲームと同様、プレーヤーが主人公ミッキーの操作を担当し、敵を倒したりパズルを解きながら道を進み、レベルを攻略していく。大半の敵キャラクターはジャンプで踏みつけたりビー玉を投げつけることによって倒すことができる。レベルによっては攻略のために短時間に頻繁にジャンプすることを要求される。（例として、崩れていく塔から逃れるシーンが挙げられる）。残数が0の時にミスするとゲームオーバーとなる（SFC版では全てのステージをクリアするとゲームオーバーになる時の演出が入る）。

### レベル
各レベルはミッキーが出演した短編映画作品の内容・世界観に基づいている。
- 蒸気船ウィリー（1928年）[1]
- ミッキーのお化け屋敷（1933年）[1]
- ミッキーの大演奏会（1935年）（メガドライブ版にのみ存在するボーナスステージ。）
- ミッキーの猛獣狩り（1937年）[1]
- ミッキーのお化け退治（1937年）[1]
- ミッキーのジャックと豆の木（『ファン・アンド・ファンシーフリー』より）（1947年）[1]
- ミッキーの王子と少年（1990年）[1]

### バージョンによる違い
このゲームには4つのバージョンがあり、それぞれ大きな違いがある。スーパーファミコン（SNES）版ではいくつかの特殊効果やプルート (ディズニーキャラクター)の動きのほかに『ミッキーの大演奏会』のレベルと『ミッキーのお化け屋敷』の階段を進むエリアが削除されている。また、レベルの各エリア間を移動する際にロード時間が発生する。対照的に、メガCD版とプレイステーション版では各レベルの最後で会うもう1人のミッキーとの会話シーンが追加されているほかに『ミッキーの王子と少年』レベルでそれまでの6つのレベルで鉛筆を集めていないとピートに攻撃できなくなる要素が追加されている。また、プレイステーション版ではグラフィック向上に加えて、『ミッキーのジャックと豆の木』レベルの最後で巨人のウィリーから逃走するシーンが追加されている（巨人のウィリーは他の4バージョンではマニュアルに記載があるにも拘らずゲームには登場しない）。

### 開発
元はミッキーマウス誕生65周年企画の一部として計画されていたゲームである。しかしゲーム開発に許されていた期間が6か月だけであったため間もなく65周年企画としての開発は断念され、ミッキーが過去の短編映画作品を巡る内容に変更された。